# فني تلوين

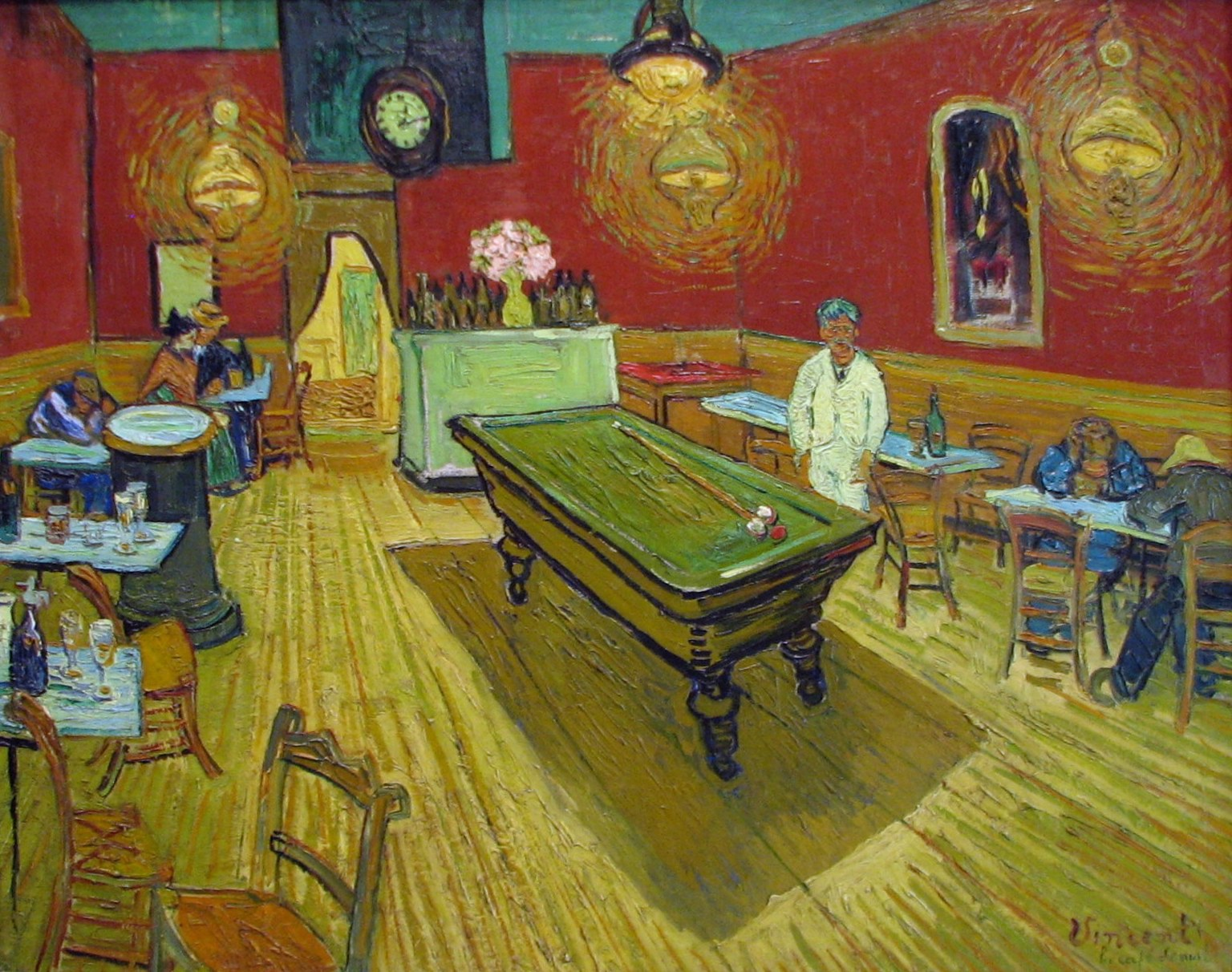

في القصص المصورة، فنان التلوين أو المُلوِّن أو المُدَبَّج هو الشخص المسؤول عن إضافة الألوان إلى المخطوطات المرسومة باللونين الأبيض والأسود. في القرن العشرين، استخدمت الفراشي والأصباغ لإنتاج الرسومات الملونة التي كانت بمثابة قوالب لإنتاج ألواح الطباعة. في أواخر القرن العشرين استخدمت الوسائل الرقمية للإنتاج إلكترونياً.
على الرغم من أن معظم فنيي التلوين الأمريكيين عملوا لدى ناشري المجلات المصورة كموظفين أو كعمل حر، إلا أنه وجدت بعض الاستديوهات التي كانت تقدم خدماتها للناشرين، منها شركة «الحرباء الرقمية» و«اللون الأمريكي».

## التاريخ
في الأصل، كانت الرسوم الكاريكاتورية الملونة تتم عن طريق قطع الفيلم ذي الكثافات المختلفة بأشكال مناسبة لاستخدامها في إنتاج لوحات الطباعة ذات الألوان المفصولة. كان الفنان النموذجي يعمل على نسخ مصورة من النسخ المحبّرة. كانت رموز النموذج اللوني سيان ماجنتا أصفر أسود تكتب على ورقة لتحديد ألوان الطباعة النهائية، ثم استخدمت هذه الصفحات الملونة يدوياً كإرشادات للحفر على لوحات الطباعة. من أشهر فنانات التلوين تاتيانا وود، التي كات فنانة التلوين الرئيسية في دي سي كومكس، حيث عملت لديها منذ 1973 حتى منتصف 1980.
مؤخراً، أصبح فنانو التلوين يعملون بوسائل تلوين شفافة كالألوان المائية والفراشي البخاخة، ثم يتم تصويرها، ما يتيح إضافة النصوص إلى الرسومات بسهولة ووضوح.

## التلوين الرقمي
كان فنان التلوين ستيف أوليف وشركته أوليوبتيكس أول من استخدم أجهزة الكمبيوتر لفصل الألوان. وعلى الرغم من أن الشركات الأخرى في ذلك الوقت كانت تجرّب استخدام الكمبيوتر، إلا أن أوليف وطاقمه كانوا الأوائل في ذلك. عام 1987، بدأ التحضير لإنتاج المانغا اليابانية «أكيرا»، عن طريق ترجمة ونشر الكاريكاتيرالملحمي لمارفل كومكس. اختير أوليف ليكون فنان التلوين فيها حيث أقنعهم بأن الوقت قد حان لتجربة التلوين عن طريق الكمبيوتر. بعد إنتاج أكيرا عام 1988، أصبح التلوين بواسطة الكمبيوتر منتشراً في صناعة المجلات والأفلام الهزلية.
في أوائل التسعينيات، استخدم عدد أكبر من الناشرين الكمبيوترات في مجالات مختلفة. أتاحت دي سي كومكس استخدام لوحة 64 لوناً في حين وسّعت مارفيل اللوحة إلى 125 لوناً. أما البرامج التي كانت مهيمنة في ذلك الوقت فقد كانت Color Prep وTint Prep وكلاهما من تنفيذ Olyoptics. أخيراً، في منتصف التسعينيات، أصبحت برمجيات أدوبي فوتوشوب معيار صناعة التلوين في العالم.
كان للتحسينات التي طرأت على التكنولوجيا المستخدمة في التلوين تأثير كبير في طريقة الرسم. قبل استخدام الكمبيوتر، اعتمد الفنانون على أقلام الحبر والفراشي لوضع تفاصيل التظليل؛ أما الآن، يترك الرسم لفنان التلوين للإدخال التظليل من خلال تباين درجات الألوان وإضافة طبقة شفافة من اللون الأسود